# Quân khu 3, Quân đội nhân dân Việt Nam
Quân khu 3 trực thuộc Bộ Quốc phòng Việt Nam là một trong 7 quân khu của Quân đội nhân dân Việt Nam có nhiệm vụ tổ chức, xây dựng, quản lý và chỉ huy lực lượng vũ trang ba thứ quân chiến đấu bảo vệ khu vực dự kiến 4 tỉnh/thành phố sau sáp nhập gồm: Quảng Ninh (vùng Đông Bắc Bộ), Hải Phòng, Hưng Yên, Ninh Bình (vùng đồng bằng sông Hồng).

## Lịch sử hình thành
Trước Cách mạng Tháng Tám năm 1945, trên địa bàn Quân khu 3 ngày nay đã hình thành một số chiến khu của lực lượng vũ trang Việt Minh như:
- Chiến khu Quang Trung thành lập ngày 03 tháng 2 năm 1945, tên gọi ban đầu Chiến khu Hòa-Ninh-Thanh gồm 3 tỉnh: Hòa Bình, Ninh Bình, Thanh Hóa. Đến tháng 5 năm 1945 đổi tên gọi là Chiến khu Quang Trung (Đệ tam Chiến khu); Ngày nay Hòa Bình và Ninh Bình thuộc Quân khu 3; Tỉnh Thanh Hóa thuộc Quân khu 4.
- Chiến khu Trần Hưng Đạo (hay chiến khu Đồng Triều) thành lập ngày 8 tháng 6 năm 1945, lúc đầu gồm Đông Triều, Chí Linh, Mạo Khê, Tràng Bạch. Đến cuối tháng 6, có thêm Kinh Môn, Thanh Hà, Thủy Nguyên, Uông Bí, Yên Hưng và một phần Kim Thành, sau mở rộng tới Kiến An, Đồ Sơn, Quảng Yên, Hòn Gai. Chiến khu Trần Hưng Đạo nay thuộc các tỉnh Quảng Ninh, Hải Dương, và thành phố Hải Phòng.

Đến tháng 10 năm 1945, Chính phủ Việt Nam Dân chủ Cộng hòa ra quyết định thành lập các chiến khu, trong phạm vi đồng bằng Bắc bộ và phụ cận có 3 chiến khu là: Chiến khu 2, Chiến khu 3 và Chiến khu 11.
- Chiến khu 2 gồm các tỉnh: Ninh Bình, Nam Định, Hà Nam, Hà Đông, Sơn Tây, Sơn La và Lai Châu.
- Chiến khu 3 gồm các tỉnh: Hưng Yên, Hải Dương, Thái Bình, Kiến An, Quảng Yên, Hải Ninh và thành phố Hải Phòng.
- Chiến khu 11 chỉ có thành phố Hà Nội, trực thuộc Trung ương. Khi cuộc kháng chiến toàn quốc bùng nổ, Chiến khu này đã sáp nhập vào Chiến khu 2.

Ngày 25 tháng 1 năm 1948, Chủ tịch Hồ Chí Minh ký sắc lệnh số 120-SL thành lập Liên Khu 3 trên cơ sở hợp nhất Khu 2 và Khu 3. Địa bàn Liên khu 3 gồm các tỉnh: Hà Nội, Ninh Bình, Nam Định, Hà Nam, Hà Đông, Sơn Tây, Hưng Yên, Hải Dương, Thái Bình, Kiến An, Hải Phòng.
Tháng 5 năm 1952, Trung ương Đảng, Chính phủ quyết định thành lập khu Tả Ngạn trực thuộc Trung ương Đảng. Địa bàn khu Tả Ngạn gồm các tỉnh: Hải Phòng, Kiến An; Hải Dương, Hưng Yên, Thái Bình. Lúc này, Liên khu 3 còn lại các tỉnh: Nam Định, Hà Nam, Ninh Bình, Hà Đông, Sơn Tây, Hòa Bình. Địa bàn Quân khu 3 lúc này gồm có Liên khu 3 và Khu Tả Ngạn.
Ngày 10 tháng 9 năm 1957, Bộ Quốc phòng ra Nghị định 254/NĐ quy định phạm vi và địa giới hành chính do các quân khu phụ trách. Theo đó địa bàn Quân khu 3 lúc này gồm Quân khu Tả Ngạn và Quân khu Hữu Ngạn. 
- Quân khu Tả Ngạn gồm; Hưng Yên, Hải Dương, Hải Phòng, Kiến An, Thái Bình. Đến năm 1957 có thêm Hồng Quảng và Hải Ninh. Thiếu tướng Hoàng Sâm - Tư lệnh; Nguyễn Quyết - Chính ủy. Nguyễn Năng Hách - Chủ tịch Ủy ban hành chính khu Tả Ngạn (11/1957 - 10/1958)[2].
- Quân khu Hữu Ngạn bao gồm: Hòa Bình, Sơn Tây, Hà Đông, Hà Nam, Ninh Bình, Thanh Hóa.

Ngày 1 tháng 11 năm 1963, Bộ Quốc phòng ra Quyết định số 51/QĐ- BQP điều chỉnh địa giới Quân khu Tả Ngạn và Quân khu Hữu Ngạn, tổ chức lại với tên gọi là Quân khu Đông Bắc và Quân khu 3.
Ngày 27 tháng 3 năm 1967, Đại tướng Võ Nguyên Giáp- Bộ trưởng Bộ Quốc phòng ký Quyết định số 22/QĐ-BQP tách Quân khu 3 thành Quân khu Tả Ngạn và Quân khu Hữu Ngạn: 
- Quân khu Tả Ngạn gồm các tỉnh: Hà Bắc, Quảng Ninh, Hải Phòng, Hải Dương, Hưng Yên và Thái Bình;
- Quân khu Hữu Ngạn gồm các tỉnh: Thanh Hóa, Nam Hà, Ninh Bình, Hà Tây và Hòa Bình.

Ngày 29 tháng 5 năm 1976, Chủ tịch nước Cộng hòa xã hội chủ nghĩa Việt Nam ký sắc lệnh số 45/LCT hợp nhất Quân khu Tả Ngạn và Quân khu Hữu Ngạn để thành lập lại Quân khu 3 và điều chỉnh địa giới hành chính tách tỉnh Thanh Hóa về thuộc Quân khu 4. Như vậy, từ giai đoạn này, địa bàn Quân khu 3 gồm các tỉnh: Hải Hưng, Thái Bình, Hải Phòng, Quảng Ninh, Hà Bắc, Hà Nam Ninh và Hà Sơn Bình.
Từ hai ngày 29 và 30 tháng 6 năm 1978, Quân khu 3 và Quân khu 1 tiến hành bàn giao nhiệm vụ quân sự, quốc phòng, tổ chức biên chế, vũ khí, trang bị của lực lượng vũ trang hai tỉnh Hà Bắc, Quảng Ninh từ địa bàn Quân khu 3 cho Quân khu 1.
Ngày 20 tháng 4 năm 1979, Chủ tịch Nước ký sắc lệnh tách Quảng Ninh ra khỏi Quân khu 1 để thành lập Đặc khu Quảng Ninh trực thuộc Trung ương. Ngày 7 tháng 7 năm 1979, Đảng ủy Đặc khu Quảng Ninh họp phiên đầu tiên công bố các quyết định của Bộ Chính trị về việc thành lập Đặc khu Quảng Ninh và danh sách Đảng ủy Đặc khu.
Ngày 4 tháng 8 năm 1987, Đảng ủy Quân sự Trung ương ra Nghị quyết số 154/NQ hợp nhất Đặc khu Quảng Ninh vào Quân khu 3. Tại thời điểm này, địa bàn Quân khu 3 gồm 6 tỉnh, thành phố, dân số trên 10 triệu người.
Tháng 3 năm 1997, tách tỉnh Hải Hưng thành hai tỉnh Hải Dương và Hưng Yên; tháng 10 năm 1999, tách Hà Tây về Quân khu Thủ đô. Tại thời điểm tháng 5 năm 2010, địa bàn Quân khu 3 gồm có 9 tỉnh, thành phố là: Quảng Ninh, Hải Phòng, Thái Bình, Nam Định, Hà Nam, Ninh Bình, Hòa Bình, Hải Dương, Hưng Yên; diện tích 20.282,5 km²; dân số 11.981.600 người; có 93 quận huyện, thị xã, thành phố(thuộc tỉnh); có 1.816 xã, phường, thị trấn.

## Lãnh đạo hiện nay
- Tư lệnhː  Thiếu tướng Lương Văn Kiểm (Sinh năm 1970)
- Chính ủyː Thiếu tướng Nguyễn Đức Hưng (sinh năm 1970)
- Phó Tư lệnh, Tham mưu trưởngː Thiếu tướng Nguyễn Đức Dũng (sinh năm 1967)
- Phó Tư lệnh phụ trách công tác kinh tế, đối ngoại QP: Thiếu tướng Lê Văn Long (sinh năm 1968)
- Phó Tư lệnh phụ trách công tác kỹ thuật: Thiếu tướng Hà Tất Đạt
- Phó tư lệnh phụ trách công tá hậu cần: Thiếu tướng Tô Thành Quyết (sinh năm 1972)
- Phó Chính ủy: Thiếu tướng Khúc Thành Dư (sinh năm 1974)

## Tổ chức Đảng
Từ năm 2006 thực hiện chế độ Chính ủy, Chính trị viên trong Quân đội. Tổ chức Đảng bộ trong Quân khu 3 theo phân cấp như sau:
- Đảng bộ Quân khu 3 là cao nhất.
- Đảng bộ Bộ Tham mưu, Cục Chính trị, Cục Hậu cần - Kỹ thuật, các Sư đoàn, Lữ đoàn, Bộ chỉ huy quân sự tỉnh (tương đương cấp Sư đoàn)
- Đảng bộ các đơn vị cơ sở trực thuộc các Cục, Sư đoàn (tương đương cấp Tiểu đoàn và Trung đoàn)
- Chi bộ các cơ quan đơn vị trực thuộc các đơn vị cơ sở (tương đương cấp Đại đội)

## Tổ chức chính quyền

### Cơ quan trực thuộc
- Văn phòng
- Thanh tra Quốc phòng Quân khu
- Bộ Tham mưu[4]

Tham mưu trưởngː Thiếu tướng Nguyễn Đức Dũng
Phó Tham mưu trưởngː Thiếu tướng Phạm Hoàng Long
Phó Tham mưu trưởng: Đại tá Đinh Đình Trường (nguyên Chỉ huy trưởng Bộ chỉ huy quân sự tỉnh Hòa Bình)
Phó Tham mưu trưởng: Đại tá Nguyễn Bá Thịnh (nguyên Chỉ huy trưởng Bộ chỉ huy quân sự tỉnh Nam Định)
Phó Tham mưu trưởng: Đại tá Vũ Hồng Anh (nguyên Chỉ huy trưởng Bộ chỉ huy quân sự tỉnh Hải Dương)
Phó Tham mưu trưởng: Đại tá Trần Ngọc Yên (nguyên Chỉ huy trưởng Bộ chỉ huy quân sự tỉnh Nam Định)
- Cục Chính trị[7]

Chủ nhiệm: Thiếu tướng Nguyễn Nam Tiến (nguyên Phó Chủ nhiệm Chính trị Quân khu, nguyên Chính ủy Bộ Chỉ huy quân sự tỉnh Hải Dương)
Phó Chủ nhiệm, Bí thư Đảng ủy: Thiếu tướng Đoàn Hoài Nam (nguyên Phó Chủ nhiệm Ủy ban Kiểm tra Đảng ủy Quân khu 3)
Phó Chủ nhiệm: Đại tá Vũ Văn Hoài (nguyên Chính ủy Bộ CHQS TP Hải Phòng)
Phó Chủ nhiệm: Đại tá Ngô Quốc Bảo (nguyên Chính ủy Bộ CHQS tỉnh Hà Nam)
Phó Chủ nhiệm: Đại tá Hồ Sỹ Quyện (nguyên Chính ủy Bộ CHQS tỉnh Hải Dương)
- Cục Hậu cần - Kỹ thuật[9]
  - Chính ủy (Bí thư Đảng ủy): Đại tá Lê Đức Quý
  - Chủ nhiệm: Đại tá Nguyễn Đức Huy
  - Phó Chủ nhiệm: Đại tá Lê Nguyên
  - Phó Chủ nhiệm: Đại tá Cáp Văn Nam
  - Phó Chủ nhiệm: Đại tá Đỗ Văn Hậu
  - Phó Chủ nhiệm: Đại tá An Thanh Quang

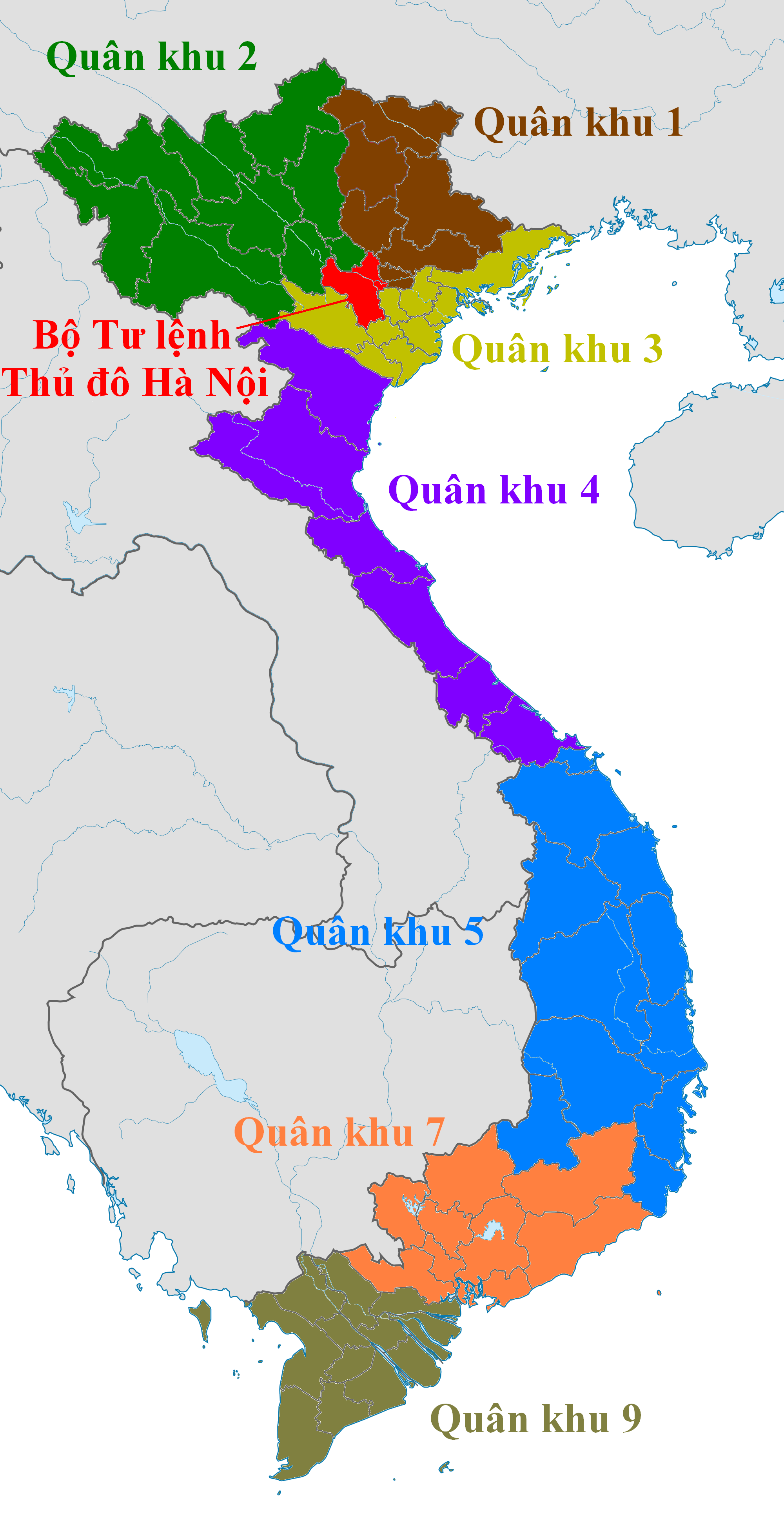
Các quân khu hiện tại của Việt Nam

### Đơn vị trực thuộc Quân khu
- Bộ Chỉ huy quân sự thành phố Hải Phòng [10]

Chỉ huy trưởng: Đại tá Bùi Xuân Thắng (từ 12.2023)
Chính ủy: Đại tá Đặng Văn Hòa
- Bộ Chỉ huy quân sự tỉnh Quảng Ninh[11]

Chỉ huy trưởng: Đại tá Lê Trọng Hòa (từ 7.2025)
Chính ủy: Thượng tá Hoàng Văn Thuyết (từ 7.2025)
- Bộ Chỉ huy quân sự tỉnh Hưng Yên[12]

Chỉ huy trưởng: Đại tá Vũ Văn Định (từ 7.2025)
Chính ủy: Đại tá Vũ Trọng Thoan (từ 02.2025)
- Bộ Chỉ huy quân sự tỉnh Ninh Bình[13]

Chỉ huy trưởng: Đại tá Trịnh Hồng Phong (từ 7.2025)
Chính ủy: Đại tá Bùi Xuân Bình (từ 7.2025)
- Sư đoàn 350[14]
- Sư đoàn 395[15]
- Lữ đoàn Phòng không 214[16]
- Lữ đoàn Pháo binh 454[17]
- Lữ đoàn Công binh 513[18]
- Lữ đoàn Bộ binh phòng thủ 242[19]
- Lữ đoàn Tăng - Thiết giáp 405[20]
- Lữ đoàn Thông tin 603[21]
- Lữ đoàn Vận tải đường thủy 273[22]
- Đoàn Kinh tế quốc phòng 327[23]
- Trường quân sự Quân khu 3[24]
- Trường Cao đẳng Nghề số 3[25]
- Công ty 389[26]
- Trường Cao đẳng nghề số 20
- Công ty Duyên Hải[27]

### Đơn vị trực thuộc Cục
- Tiểu đoàn Kho Công binh, Bộ Tham mưu
- Tiểu đoàn Đặc công 41, Bộ Tham mưu[28]
- Tiểu đoàn Trinh sát 31, Bộ Tham mưu[29]
- Tiểu đoàn Phòng hóa 38, Bộ Tham mưu[30]
- Tiểu đoàn Vệ binh 30, Bộ Tham mưu[31]
- Tiểu đoàn Tác chiến điện tử 97, Bộ Tham mưu
- Xưởng 10, Bộ Tham mưu[32]
- Toà án Quân sự, Cục Chính trị.[33]
- Viện kiểm sát Quân sự, Cục Chính trị.[34]
- Đoàn An điều dưỡng 295, Cục Chính trị[35]
- Đoàn Văn công Quân khu 3, Cục Chính trị[36]
- Báo Quân khu 3, Cục Chính trị
- Xưởng in Quân khu 3, Cục Chính trị[37]
- Bảo tàng Quân khu 3, Cục Chính trị[38]
- Trung đoàn Vận tải 653, Cục Hậu cần[39]
- Kho Hậu cần tổng hợp, Cục Hậu cần [40]
- Bệnh viện Quân y 7, Cục Hậu cần[41]
- Kho K76, Cục Kỹ thuật[42]
- Kho K84, Cục Kỹ thuật [43]
- Kho K22, Cục Kỹ thuật[44]
- Kho K23, Cục Kỹ thuật [45]
- Xưởng X81, Cục Kỹ thuật[46]
- Xưởng X56, Cục Kỹ thuật[47]

## Các trận đánh
05 trận đánh tiêu biểu của quân và dân Quân khu 3 trong cuộc kháng chiến chống Pháp là: trận tập kích sân bay Cát Bi- Hải Phòng; trận đánh 86 ngày đêm bảo vệ thành phố Nam Định; trận chống càn ở Phan Xá, Tống Xá - tỉnh Hưng Yên; trận đánh mìn ở ga Phạm Xá, huyện Kim Thành - tỉnh Hải Dương, Trận chống địch càn quét ở làng Vạn Thọ, xã Nhân Nghĩa, huyện Lý Nhân, tỉnh Hà Nam.
Trận tập kích sân bay Cát Bi - Hải Phòng
- Thời gian: lúc 1 giờ ngày 07 tháng 3 năm 1954[48]
- Lực lượng Quân khu 3: 32 bộ đội địa phương tỉnh Kiến An và lực lượng hỗ trợ của bộ đội địa phương huyện Kiến Thụy.[48]
- Lực lượng của địch: 6 tiểu đoàn bảo vệ và đại đội tham mưu chỉ huy sân bay, ngoài ra còn có hàng trăm phi công và 50 cố vấn quân sự Mỹ.[48]
- Kết quả: 6 lính Âu-Phi bị tiêu diệt, phá hủy 59 máy bay địch.[48]

Trận chống càn ở làng Phan Xá, Tống Xá - tỉnh Hưng Yên
- Thời gian: từ 05 đến 18h ngày 25/09/1951
- Lực lượng Quân khu 3: Đại đội 20 bộ đội chủ lực tỉnh Hưng Yên (2 trung đội) và trung đội địa phương huyện Ân Thi, tổng cộng 130 đồng chí và dân quân du kích của 2 làng Phan Xá và Tống Xá.
- Lực lượng của địch: khoảng 1000 lính.
- Kết quả: Ta[49] tiêu diệt được 500 lính, bắt làm tù binh khoảng 20 lính Âu Phi.

Trận đánh mìn ở ga Phạm Xá - Kim Thành, Hải Dương
- Thời gian: 10h30' ngày 31 tháng 1 năm 1954.
- Lực lượng Quân khu 3 tham gia: Trung đội đánh mìn thuộc huyện đội Kim Thành có công binh làm nòng cốt, tổng số có 20 đồng chí, trong đó có 5 đồng chí trực tiếp đặt mìn, phát nổ, còn lại bố trí hai bên bờ sông Rang sẵn sàng yểm trợ.
- Lực lượng của địch[50]: Phía đông ga Phạm Xá là một bốt Phạm do một đại đội lính ngụy canh giữ, hai đồn đóng cách nhau 600m làm nhiệm vụ bảo vệ đường sắt ở khu Phạm Xá.
- Kết quả: ta[49] tiêu diệt và làm bị thương 778 tên; phá hủy và làm lật đổ 08 toa xe; 20m đường ray; làm ngưng trệ tuyến vận chuyển của địch[50] 4 ngày đêm.

Trận chống càn tại làng Vạn Thọ, xã Nhân Nghĩa- Lý Nhân- Hà Nam
- Thời gian: từ ngày 12 đến ngày 14 tháng 3 năm 1952
- Lực lượng Quân khu 3 tham gia: hai đại đội bộ binh thuộc tiểu đoàn 738- Đại đoàn 320; 01 đại đội bộ đội huyện Lý Nhân; 03 trung đội du kích.
- Lực lượng địch: binh đoàn cơ động số 4 Âu Phi có máy bay, pháo binh và xe lội nước yểm trợ.
- Kết quả: ta bẻ gãy các đợt tiến công, càn quét của địch, bao vây truy bắt 60 tên.

Trận đánh 86 ngày đêm bảo vệ thành phố Nam Định
- Thời gian: từ ngày 20/12/1946 đến 15/03/1947
- Lực lượng Quân khu 3 tham gia: 02 tiểu đoàn, 2 đại đội và hơn 700 tự vệ; ngoài ra còn có 02 tiểu đoàn bộ đội tỉnh Hà Nam và Ninh Bình.
- Lực lượng của địch: 01 tiểu đoàn gồm 450 tên, ngoài ra còn sử dụng lực lượng 1500 quân cùng các phương tiện chiến tranh để ứng cứu giải vây cho quân ở Nam Định.
- Kết quả: ta đã tiêu diệt 400 tên địch và rút ra khỏi thành phố an toàn.

Tạp chí Lịch sử Quân sự tháng 6 năm 1992 của Đại tướng Võ Nguyên Giáp viết:
| “ | Quân khu 3, Quân khu đồng bằng án ngữ Thủ Đô, dựa vào Tây Bắc và Việt Bắc, nối liền đất Thanh, Nghệ miền Trung, lại nhìn ra biển cả, giàu tài nguyên và quan trọng về chiến lược. Thời bình đây là một trong những vùng đất căn bản để xây dựng và phát triển, là cửa ngõ giao lưu quốc tế của đất nước. Thời chiến đây là hậu phương quốc gia, đồng thời là mặt trận chống quân xâm lược, nhiều tên làng, tên đất, tên sông đã trở thành tên gọi của những chiến công hiển hách | ” |

## Tư lệnh qua các thời kỳ
- 1946-1950, Hoàng Sâm, Thiếu tướng (1948)
- 1968, Đặng Kinh,
- 1974-1978, Tô Ký, Thiếu tướng (1961)
- 1978-1986, Nguyễn Quyết Đại tướng Chủ nhiệm Tổng cục Chính trị, Phó Chủ tịch Hội đồng nhà nước.
- 1986-1988, Nguyễn Trọng Xuyên Thượng tướng, Chủ nhiệm Tổng cục Hậu cần
- 1989-1993, Phạm Văn Trà Trung tướng, Thượng tướng, Đại tướng Bộ trưởng Bộ Quốc phòng, Uỷ viên Bộ chính trị.
- 1993-1996: Nguyễn Thế Trị (1940-), Trung tướng, Thượng tướng, Giám đốc Học viện Quốc phòng
- 1996-1.2005, Hoàng Kỳ, Trung tướng, sau làm Phó Tổng Tham mưu trưởng.
- 1.2005-9.2006, Phạm Xuân Hùng, thiếu tướng, sau là thượng tướng (2014), phó Tổng Tham mưu trưởng
- 9.2006-2010, Nguyễn Văn Lân (1950-), Trung tướng (2006)
- 2011-2013, Phạm Quang Hợi (1953-), Trung tướng (2010)
- 9.2013-10.2015, Phạm Hồng Hương (1959-), Trung tướng (2014), kiêm nhiệm, hiện là Phó Tổng Tham mưu trưởng (10.2015)[51]
- 10.2015-7.2020, Vũ Hải Sản, Trung tướng (2017) |Thượng tướng|(2021)[52]
- 9.2020- 1/2025, Nguyễn Quang Ngọc, Thiếu tướng (2017)
- 1.2025- nay, Lương Văn Kiểm, Thiếu tướng

## Chính ủy qua các thời kỳ
- 1974-1978, Tô Ký, Thiếu tướng (1961)

1978-1988, Nguyễn Quyết, Tư lệnh kiêm Chính ủy. Sau là Đại tướng, Phó Chủ tịch Hội đồng Nhà Nước, Chủ nhiệm TCCT.
- 1978-1988, Lương Tuấn Khang, Thiếu tướng (1977) Trung tướng (1985). Phó Tư lệnh về Chính Trị.
- 1988-1993, Đỗ Mạnh Đạo, Trung tướng (1989), Phó Tư lệnh về Chính trị, Bí thư Đảng ủy
- 1993-1998, Lê Trung Thành, Thiếu tướng, Trung tướng (2002), Phó Chủ nhiệm về Chính trị Tổng cục Hậu cần (1998-2004)
- 1998-2004, Nguyễn Tiến Long, Trung tướng
- 2004-2007, Ngô Xuân Lịch, Thiếu tướng, sau Đại tướng, Bộ trưởng Bộ Quốc phòng (2016-2021)
- 2007-2011, Lương Cường, Trung tướng (2009), Đại tướng, Chủ nhiệm Tổng cục Chính trị (2016-nay)
- 2011-2014, Nguyễn Thanh Thược, Trung tướng (2012)[53]
- 2014-5.2016, Đỗ Căn, Thiếu tướng (2011), Thượng tướng (2019)☃☃ sau là Phó Chủ nhiệm Tổng cục Chính trị (2016-nay)
- 6.2016-4.2019, Nguyễn Mạnh Hùng, Trung tướng (2018), nguyên Chủ nhiệm Chính trị Quân khu 3 (2014-2016)[54]
- 4.2019- 2/2025, Nguyễn Quang Cường, Trung tướng (2019)
- 1/3/2025 - nay, Nguyễn Đức Hưng, Thiếu tướng nguyên chính ủy Quân đoàn 12

## Tham mưu trưởng qua các thời kỳ
- Trần Công Thìn, Thiếu tướng
- Hoàng Kỳ, Thiếu tướng, Trung tướng Tư lệnh Quân khu 3, Phó Tổng Tham mưu trưởng.
- Lê Ngọc Oa, Thiếu tướng
- Tăng Văn Miêu, Thiếu tướng
- Nguyễn Hữu Thái. (1965-2013) Thượng Tá Phó Sư đoàn trưởng Tham mưu trưởng (2009-2013)
- 2005-2011, Phạm Quang Hợi Thiếu tướng, Trung tướng, Tư lệnh Quân khu 3
- 9.2011-9.2013, Phạm Hồng Hương (sinh 1959), Thiếu tướng (2010), Tư lệnh Quân khu 3 (2013-2015), Phó tổng tham mưu trưởng (2015-nay)
- 11.2013-10.2015, Vũ Hải Sản, Thiếu tướng (2013), nguyên Chỉ huy trưởng Bộ Chỉ huy quân sự tỉnh Quảng Ninh (1.2013-11.2013)[55]
- 10.2015-4.2019, Nguyễn Quang Cường, Thiếu tướng (2013), nguyên Chỉ huy trưởng Bộ Chỉ huy quân sự Hải Phòng[56](10.2010-11.2013)
- 4.2019-9.2020, Nguyễn Quang Ngọc, Thiếu tướng (2017), nguyên Chỉ huy trưởng Bộ Chỉ huy quân sự Nam Định(10.2015-12.2016)
- 9/2020 - nay: Nguyễn Đức Dũng, Thiếu tướng (2019), nguyên Chỉ huy trưởng Bộ Chỉ huy quân sự Thái Bình(12.2016-9/2020)

## Phó Tư lệnh qua các thời kỳ
- 1965-1967, Nguyễn Văn Nam, Thiếu tướng (1974)
- 1989-2003 Lê Ngọc Oa, Thiếu tướng[57]
- Đỗ Công Mùi, Thiếu tướng, nguyên Tư lệnh Quân đoàn 3[58]
- 2004.2010 Bùi Thế Lực, Thiếu tướng (2004)
- 2003.2009 Hoàng Văn Lượng (sinh 1949), Thiếu tướng (2004)
- 1.2008-2013, Trịnh Duy Huỳnh, Thiếu tướng (2008), nguyên Chỉ huy trưởng Bộ CHQS tỉnh Thái Bình.[59]
- 1.2008-2013, Vũ Hải Chấn, Thiếu tướng (2008), nguyên Phó Tham mưu trưởng Quân khu 3[60]
- 2012-2013, Nguyễn Duy Nguyên, Thiếu tướng (2012), Cục trưởng Cục Dân quân Tự vệ, Quân đội nhân dân Việt Nam (2013-2018)
- 1.2013-1.2017, Trần Thành, Thiếu tướng (2013), nguyên Chỉ huy trưởng Bộ CHQS tỉnh Quảng Ninh (2005-2012)[61][62]
- 11.2013-10.2015, Nguyễn Quang Cường, Thiếu tướng (2013), nguyên Chỉ huy trưởng Bộ CHQS thành phố Hải Phòng (10.2010-11.2013)
- 10.2015-6.2016, Nguyễn Hải Hưng, Thiếu tướng (2015), sau giữ chức Phó Chủ nhiệm Ủy ban Quốc phòng và An ninh (6.2016-nay)[63]
- 9.2016-10.2022, Đỗ Phương Thuấn, Thiếu tướng (2016), nguyên Chỉ huy trưởng Bộ CHQS tỉnh Quảng Ninh (12.2013-9.2016)[64]
- 12.2016-4.2019, Nguyễn Quang Ngọc, Thiếu tướng (2017), nguyên Chỉ huy trưởng Bộ CHQS tỉnh Nam Định(10.2015-12.2016)[65]
- 1.2017-9.2019, Đào Tuấn Anh, Thiếu tướng (2018) nguyên Chỉ huy trưởng Bộ CHQS tỉnh Thái Bình (6.2014-1.2017)[66]
- 5.2019-10.2019, Nguyễn Quốc Duyệt, Thiếu tướng (2019), sau làm Tư lệnh Bộ Tư lệnh Thủ đô (11.2019-nay)
- 12.2019-nay, Nguyễn Đức Dũng, Thiếu tướng (2019), nguyên Chỉ huy trưởng Bộ CHQS tỉnh Thái Bình (12.2016-12.2019)
- 12.2019-6.2021, Lê Đình Thương, Thiếu tướng (2019), nguyên Chỉ huy trưởng Bộ CHQS tỉnh Quảng Ninh (9.2016-12.2019)
- 9.2020- nay, Hà Tất Đạt, Thiếu tướng (2020), nguyên Chỉ huy trưởng Bộ CHQS tỉnh Hòa Bình (2015-9.2020)
- 9.2021-nay, Lê Văn Long, Đại tá, nguyên Chỉ huy trưởng Bộ CHQS tỉnh Quảng Ninh (19/12/2019-29/09/2021)
- 18/05/2025 - Nay Đại tá Tô Thành Quyết nguyên Chỉ huy trưởng Bộ chỉ huy Quân sự tỉnh Hưng Yên

## Phó Chính ủy qua các thời kỳ
- 1966-1968, Hoàng Minh Thi, Thiếu tướng (1974)
- Ngô Xuân Lịch, Thiếu tướng.Trung tướng Chính ủy Quân khu 3, Phó Chủ nhiệm, Chủ nhiệm Tổng cục Chính trị, Thượng tướng, Đại tướng ủy viên Trung ương Đảng.
- 2007-2009, Nguyễn Công Tranh, Thiếu tướng(2005),Trung tướng (2010) Chính ủy Tổng cục Hậu cần(2009-2012).[67]
- 2009-2011, Nguyễn Thanh Thược, Thiếu tướng(2008),Trung tướng (2012) Chính ủy Quân khu 3.(2011-2014)
- 2011-12.2014, Đỗ Căn, Thiếu tướng (2011),Trung tướng (2015), Chính ủy Quân khu 3 (2014-2016)
- 12.2014-1.2019, Nguyễn Thanh Hải, Thiếu tướng (2012)[68], nguyên Chính ủy Binh Chủng Tăng Thiết Giáp(2012-2014)
- 1.2019-nay,Bùi Công Chức, Thiếu tướng(2017), nguyên Chủ nhiệm chính trị quân khu 3, nguyên Chính uỷ f395

## Các tướng lĩnh khác
- Đinh Xuân Ứng, Thiếu tướng, nguyên Phó Chủ nhiệm Cục Chính trị Quân khu 3[69]
- Trần Mạnh Kha, Thiếu tướng (6.2015), Phó Tham mưu trưởng Quân khu 3[70]
- Lưu Xuân Cải, Thiếu tướng, nguyên Phó Tham mưu trưởng Quân khu 3 (.... -2014)
- Trần Đức Nhân, Thiếu tướng, nguyên Chủ nhiệm Chính trị Quân khu,nay là Chính ủy Học viện Chính trị(2010-2017)
- Trần Văn Mừng, Thiếu tướng, nguyên chủ nhiệm Chính trị Quân khu 3 (2010-2014)
- Nguyễn Văn Quý, Thiếu tướng, Phó Chủ nhiệm Chính trị Quân khu 3, Bí thư Đảng ủy Cục Chính trị. (2018-nay)
- Nguyễn Quốc Tuấn,Thiếu tướng,(2019), Chủ nhiệm Chính trị Quân khu 3(2019-1/2023)
- Nguyễn Huy Hoàng, Thiếu tướng (6/2020), Phó chủ nhiệm chính trị Quân khu 3, Bí thư đảng uỷ Cục chính trị Quân khu 3 (2020-nay).

## Trang bị
- Xe Cứu hộ đa năng hạng Trung SRF[71]